# Ibiblio

ibiblio (ранее SunSITE.unc.edu и MetaLab.unc.edu) — «коллекция коллекций», сайт, на котором располагается разнообразная общедоступная информация и программное обеспечение с открытым кодом. ibiblio — один из старейших интернет-сайтов и заповедник самой разнообразной общедоступной информации, включающей в себя свободное программное обеспечение, музыку, литературу и др.
«Internet librarianship», ibiblio — проект электронного архива и электронной библиотеки. Проект был запущен совместно университетом Северной Каролины и «Center for the Public Domain» (англ.). Также проект предлагает радиостанции потокового вещания. В ноябре 1994 года на ibiblio стартовал первый проект по ретрансляции радио-станции в сеть интернет, это было студенческое радио университета Северной Каролины. Также именно ibiblio предоставили возможность вещать первому IPv6/Internet2-радио. Всё, что находится на сайте ibiblio, распространяется на условиях «public domain».